# Carl Emmermann

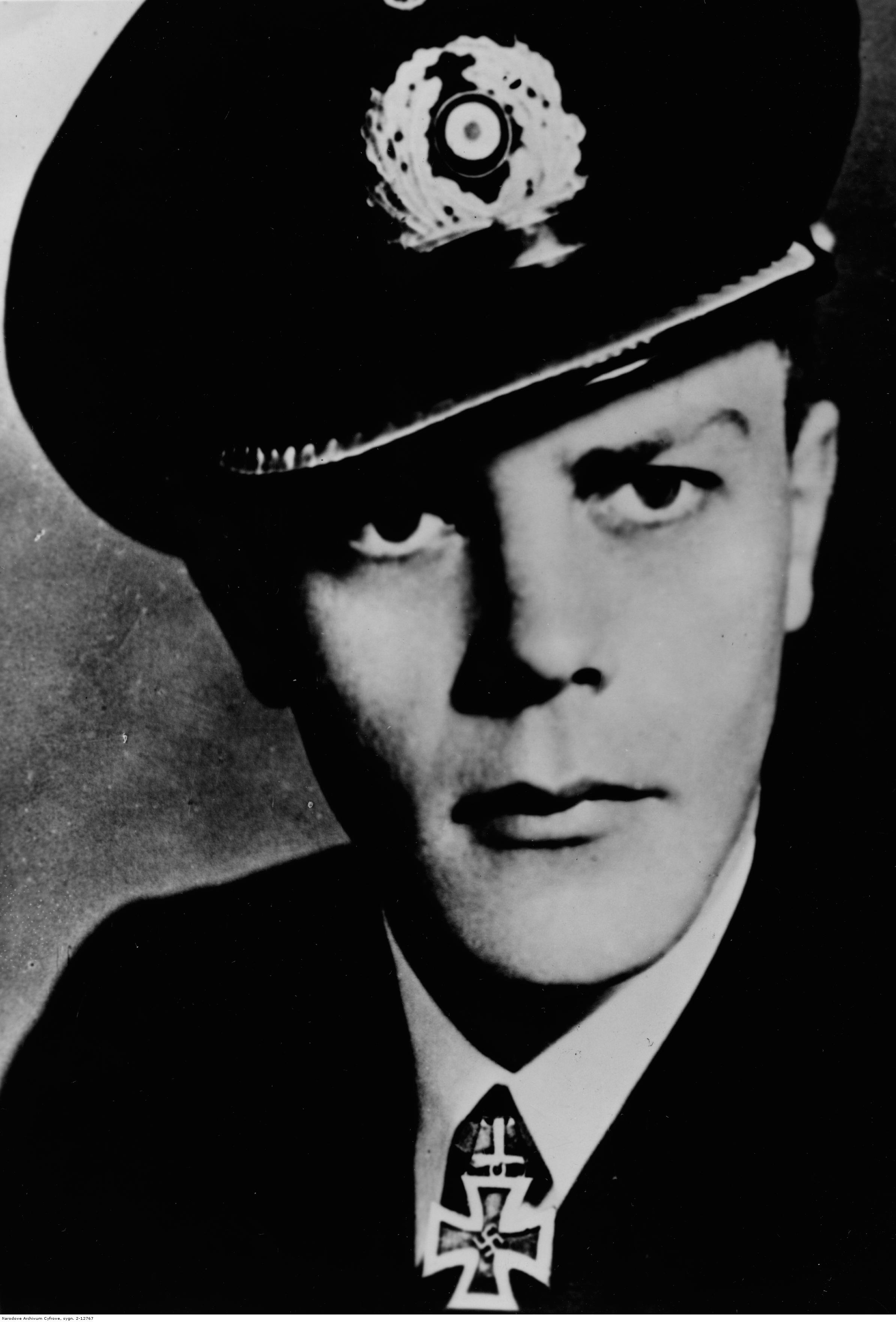
Carl Emmermann, ca. 1943

Carl Emmermann (* 6. März 1915 in Hamburg; † 25. März 1990 in Celle) war ein deutscher U-Boot-Kommandant während des Zweiten Weltkriegs. Als Kommandant von U 172 versenkte er insgesamt 27 Schiffe mit einer Gesamttonnage von 152.080 BRT.

## Leben
Emmermann begann seinen Dienst in der Kriegsmarine 1934. Für einige Jahre war er ausbildender Offizier in der Marineschule Mürwik, in welcher zukünftige Offiziere ihre Ausbildung erhielten.
1939 wurde Emmermann Mitglied der U-Boot-Waffe und im November 1940 erster wachhabender Offizier auf dem U-Boot U A unter dem Kommando von Hans Eckermann.
Im November 1941 bekam Emmermann das Kommando über sein eigenes U-Boot, U 172. Er unternahm fünf Feindfahrten, in der karibischen See, mit dem Wolfsrudel Eisbär in südafrikanischen Gewässern, sowie im Nordatlantik und Südatlantik.
Sein größtes versenktes Schiff war das britische Truppenschiff Orcades mit 23.456 BRT, welches durch U 172 am 10. Oktober 1942 versenkt wurde. Am 27. November 1942 wurde er mit dem Ritterkreuz des Eisernen Kreuzes ausgezeichnet, das Eichenlaub zum Ritterkreuz erhielt er am 4. Juli 1943. Während der fünften Fahrt nahm sein U-Boot am 7. September 1943 die Hälfte der Besatzung von U 604 auf, welches durch zwei Luftangriffe schwer beschädigt worden war und aufgegeben werden musste. Nach dieser Fahrt wurde Emmermann Kommandant der 6. U-Boot-Flottille "Hundius" im November 1943.
Im August 1944 wurde Emmermann Referent im Stab des Führers der U-Boote Ausbildung und Leiter der Erprobungsgruppe Typ XXIII. Ende 1944 schrieb er die Einsatz-Instruktionen für diesen neuen U-Boot-Typ.
Im März 1945 war er für einen Monat Kommandant des U 3037 und im letzten Kriegsmonat war ihm die 31. U-Flottille in Hamburg unterstellt. Mit anderen Marineoffizieren meldete er sich zum Infanterieeinsatz um Hamburg als Kommandeur des Marine-Bataillons Emmermann.
Emmermann überlebte den Krieg und kehrte aus der Kriegsgefangenschaft nach Deutschland zurück. Er studierte daraufhin Ingenieurswissenschaften und wurde Geschäftsmann.